# Anoplotettix putoni
Anoplotettix putoni är en insektsart som beskrevs av Ribaut 1952. Anoplotettix putoni ingår i släktet Anoplotettix och familjen dvärgstritar. Inga underarter finns listade i Catalogue of Life.